# Sainte-Anne-d’Auray
Sainte-Anne-d’Auray (bretonisch Santez-Anna-Wened, also Sainte-Anne-de-Vannes) ist eine französische Gemeinde mit 2.837 Einwohnern (1. Januar 2022) im Département Morbihan in der Region Bretagne. Der Wallfahrtsort gehört zum Arrondissement Lorient und zum Kanton Auray.

## Geographie
Die Gemeinde Sainte-Anne-d’Auray liegt sechs Kilometer nordöstlich von Auray und 16 Kilometer nordwestlich von Vannes an der Route départementale D 19. Das hier noch Loc’h genannte Flüsschen Auray fließt längs der westlichen Grenze von Saint-Anne d’Auray. Das Gemeindegebiet gehört zum Regionalen Naturpark Golfe du Morbihan.
Nachbargemeinden sind (im Uhrzeigersinn, beginnend im Südwesten) Auray, Brech, Plumergat und Pluneret. Auf dem Gemeindegebiet von Pluneret liegt der Bahnhof von Sainte-Anne-d’Auray. Dieser wurde 1862 für den Transport von Pilgern an der seit 1900 zweispurig ausgebauten Bahnstrecke Savenay–Landerneau eröffnet; heutzutage (2011) halten dort allerdings nur noch Regionalzüge des TER Bretagne, hingegen keine TGV mehr.

## Geschichte
Bereits im Frühmittelalter (7./8. Jahrhundert) soll für die damalige kleine Ansiedlung in der Grafschaft Vannes die Bezeichnung Keranna (Haus der Anna) gebräuchlich gewesen sein, die sich wohl auf einen keltischen Annen-Kult bezog. Die neuzeitlich-christliche Geschichte von Sainte-Anne-d’Auray begann allerdings mit dem Zeugnis, das ein dort ansässiger Bauer namens Yvon oder Yves Nicolazic gegenüber einem Kirchenmann aus Pluneret und später gegenüber dem Bischof von Vannes abgab: ihm sei am 25. Juli 1624 – nach einer anderen Quelle erst im März 1625 – im Traum die heilige Anna, Mutter der Maria und Großmutter Jesu, erschienen und habe ihn mit den Worten „Gott will, dass ich hier verehrt werde“ („Dieu veut que je sois honorée ici“) aufgefordert, auf seinem Feld eine Kapelle zu errichten; anschließend habe er dort eine kleine, hölzerne Statue Annas ausgegraben. Dieses als Bocenno bezeichnete Feld wurde schon im selben Jahr Ziel zahlreicher gläubiger Katholiken, die Kapelle 1625 fertiggestellt. Angrenzend errichteten im 17. Jahrhundert Karmeliter ein Kloster, heute ein Monument historique. Sainte-Anne stand nicht nur im Zentrum der bretonischen Volksfrömmigkeit: Ludwig XIII. und Anna von Österreich sollen die Geburt eines Thronfolgers 1638 einer Reliquie von dort verdankt haben; Nicole, Herzogin von Lothringen, entsandte 1639 ihren Kämmerer nach Sainte-Anne-d’Auray, um sich für ihre „wundersame Heilung“ zu bedanken; und 1644 flüchtete Henrietta Maria, Königin von England, Schottland und Irland, mit ihren Söhnen vor dem Bürgerkrieg dorthin.
Im 19. Jahrhundert wurde auf dem Feld eine Basilika gebaut. Eine eigenständige Kirchengemeinde entstand erst 1937 durch Ausgliederung; und die weltliche Gemeinde wurde sogar erst Anfang 1950 aus Pluneret „herausgeschnitten“. Sainte-Anne hat sich seit 1625 zum bedeutendsten Wallfahrtsort in der Bretagne entwickelt, der an jedem „Annentag“ (26. Juli) das Ziel von durchschnittlich bis zu 30.000 Pilgern, die dort um Vergebung bitten (pardon de Sainte Anne), und etwa zehnmal so vielen Touristen ist. Im September 1996 besuchte Johannes Paul II. als erster Papst den Ort und hielt auf der zu diesem Anlass neu angelegten place Jean-Paul II einen Gottesdienst vor weit über 100.000 Menschen ab.

## Bevölkerungsentwicklung
| Jahr          | 1962 | 1968 | 1975 | 1982 | 1990 | 1999 | 2007 | 2019 |
| Einwohner     | 1335 | 1405 | 1395 | 1512 | 1630 | 1844 | 2175 | 2770 |
| Quelle: INSEE |      |      |      |      |      |      |      |      |

## Sehenswürdigkeiten
- Basilika Sainte Anne (1872, Architekt: Desperthes), darin u. a. die Gräber von Nikolazic und Pierre de Keriolet, einem adligen Hugenotten, der zum Katholizismus rekonvertierte, sowie die Wallfahrtstreppe (scala sancta)
- „Wundersame Quelle“ (fontaine miraculeuse, 17. Jahrhundert), Ort der Heiligenerscheinung
- Karmeliterkloster (17. Jahrhundert), enthält drei Museen und den Kirchenschatz
- Sankt-Anna-und-Sankt-Marien-Statue
- Bauernhaus Nicolazic
- Mahnmal für die Toten des Ersten Weltkriegs
- Wachsmuseum

## Gemeindepartnerschaft
Mit der englischen Gemeinde Camborne (Cornwall) besteht eine Partnerschaft.

## Nachweise und Anmerkungen
1. ↑  siehe diese Seite (Memento vom 28. Mai 2010 im Internet Archive)
2. ↑  Joël Cornette: Histoire de la Bretagne et des Bretons. Seuil, Paris 2005, ISBN 978-2-7578-0995-2, Band 1, S. 560; in einer Belegstelle ist sogar von 1623 die Rede.
3. ↑  Joseph Chardronnet: Histoire de Bretagne. Naissance et vie d’une nation. Nouvelles Éditions Latines, Paris 19656., S. 116
4. ↑  Joël Cornette: Histoire de la Bretagne et des Bretons. Seuil, Paris 2005, ISBN 978-2-7578-0995-2, Band 1, S. 562
5. ↑  Wilfried Krusekopf/Eberhard Homann: Bretagne. Reise Know-how, Bielefeld 20108., ISBN 978-3-8317-1945-7, S. 496
6. ↑  nach INSEE (Memento vom 24. November 2010 im Internet Archive)